# Virgin Racing
A Virgin Racing egy korábbi brit, majd Marussia Virgin Racing néven orosz Formula–1-es csapat, a Marussia F1 Team elődje.

## Története

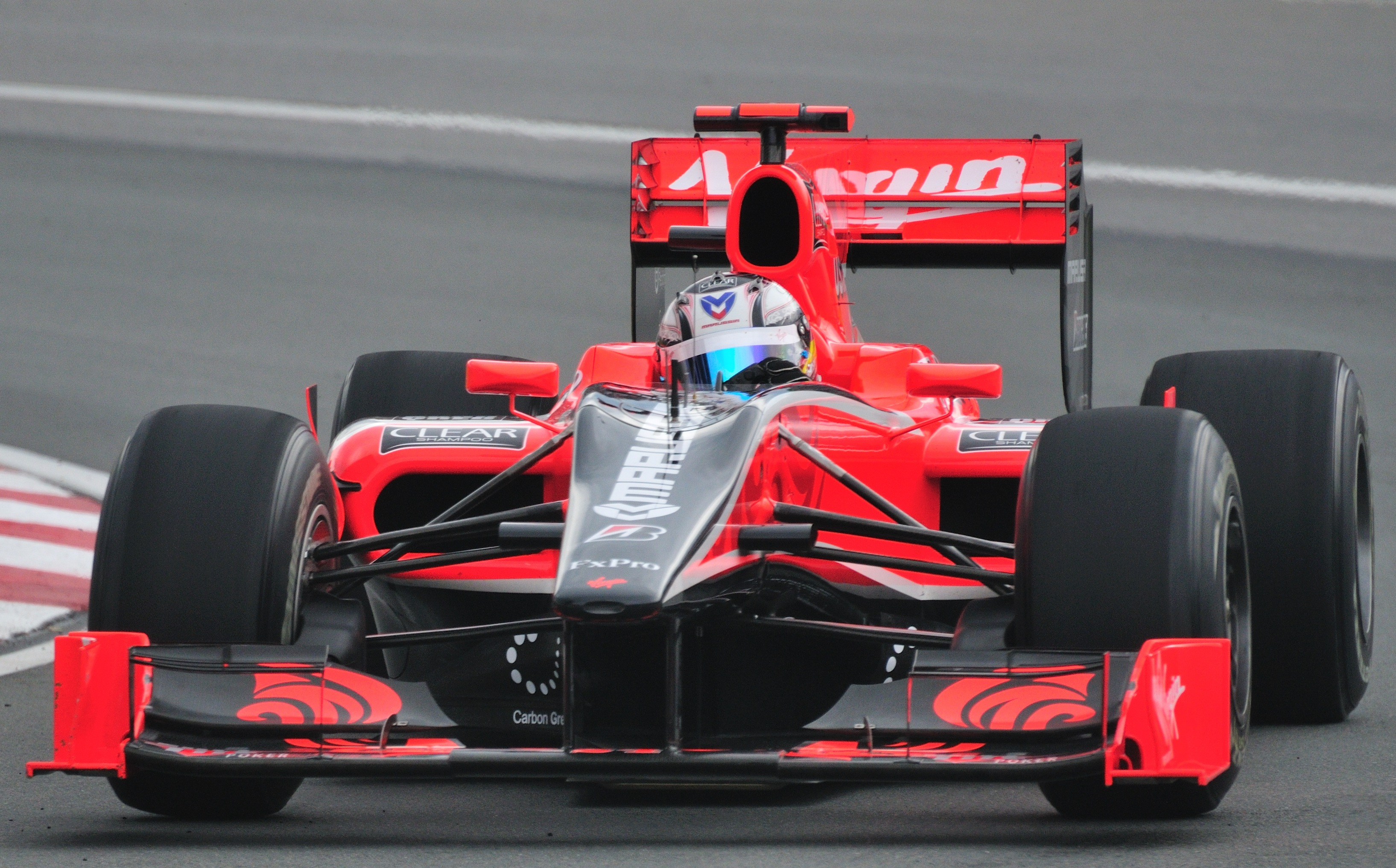
Timo Glock 2010-ben

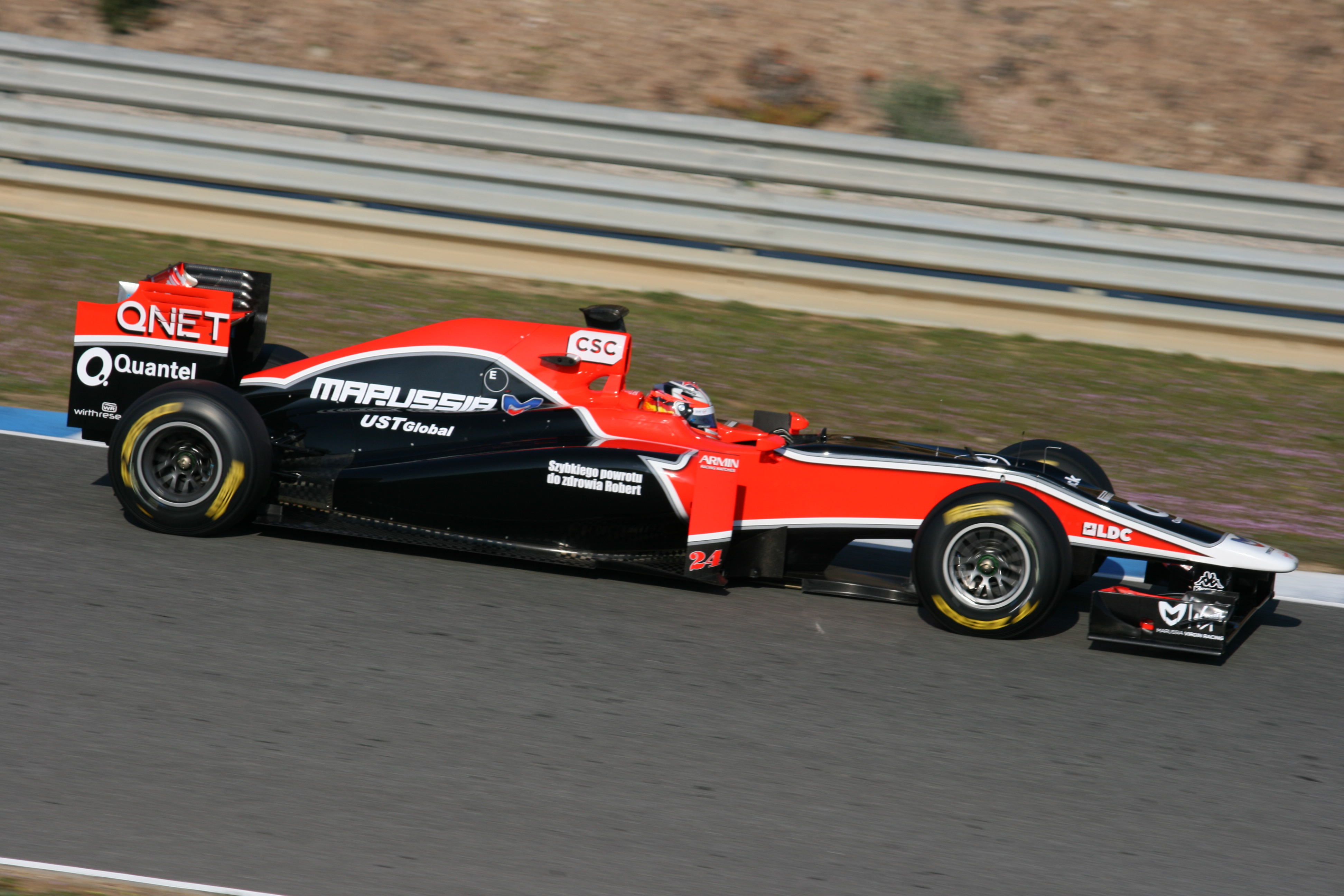
Timo Glock egy 2011-es teszten

2009. június 19-én jelentette be a Nemzetközi Automobil Szövetség, hogy Nick Wirth istállójának pályázata sikeres, így egyike lehet a következő év négy új csapatának.
November elején szerződést kötöttek az F1-től búcsúzó Toyota istálló egykori pilótájával, Timo Glockkal. December 15-én fény derült másik versenypilótájukra is, a sikeres GP2-es éveket maga mögött tudó, korábbi Renault-tesztpilóta, Lucas di Grassi mellett döntött a csapatvezetés.
Az eredetileg Manor GP néven nevező csapat az F1-es szerepvállalását megelőzően alsóbb kategóriákban, elsősorban a Formula–3-ban szerepelt, a brit szériában egyebek közt Kimi Räikkönen és Lewis Hamilton is velük érte el első sikereit. A csapat főszponzora a Virgin Group lett, ezért a csapat úgy döntött, hogy nem Manor GP, hanem Virgin Racing néven debütál. 2011. február 4-én jelentették be hogy brit helyett orosz licenccel, Marussia Virgin Racing néven versenyeznek majd. A csapat a sorozatosan mutatott gyenge teljesítménynek köszönhetően szakított Nick Wirth főtervezővel, akinek helyét a korábban a Renault F1 csapatát erősítő Pat Symonds vette át tanácsadói státusszal.
2012-től a Virgin nevet elhagyva Marussia F1 Teamként szerepeltek.

## Teljes Formula–1-es eredménysorozata
(táblázat értelmezése)
| Év   | Kasztni       | Motor    | Gumi | Versenyzők        | 1   | 2   | 3   | 4   | 5   | 6   | 7   | 8   | 9   | 10  | 11  | 12  | 13  | 14  | 15  | 16  | 17  | 18  | 19  | Pont | Helyezés |
| ---- | ------------- | -------- | ---- | ----------------- | --- | --- | --- | --- | --- | --- | --- | --- | --- | --- | --- | --- | --- | --- | --- | --- | --- | --- | --- | ---- | -------- |
| 2010 | Virgin VR-01  | Cosworth | B    |                   | BHR | AUS | MAL | CHN | ESP | MON | TUR | CAN | EUR | GBR | GER | HUN | BEL | ITA | SIN | JPN | KOR | BRA | UAE | 0    | 12.      |
| 2010 | Virgin VR-01  | Cosworth | B    | Timo Glock        | Ki  | Ki  | Ki  | Ni  | 18  | Ki  | 18  | Ki  | 19  | 18  | 18  | 16  | 18  | 17  | Ki  | 14  | Ki  | 20  | Ki  | 0    | 12.      |
| 2010 | Virgin VR-01  | Cosworth | B    | Lucas di Grassi   | Ki  | Ki  | 14  | Ki  | 19  | Ki  | 19  | 19  | 17  | Ki  | Ki  | 18  | 17  | 20  | 15  | Ni  | Ki  | Ki  | 18  | 0    | 12.      |
| 2011 | Virgin MVR-02 | Cosworth | P    |                   | AUS | MAL | CHN | TUR | ESP | MON | CAN | EUR | GBR | GER | HUN | BEL | ITA | SIN | JPN | KOR | IND | UAE | BRA | 0    | 12.      |
| 2011 | Virgin MVR-02 | Cosworth | P    | Timo Glock        | Ki  | 16  | 21  | NI  | 19  | Ki  | 15  | 21  | 16  | 17  | 17  | 18  | 15  | Ki  | 20  | 18  | Ki  | 19  | Ki  | 0    | 12.      |
| 2011 | Virgin MVR-02 | Cosworth | P    | Jérôme d’Ambrosio | 14  | Ki  | 20  | 20  | 20  | 15  | 14  | 22  | 17  | 18  | 19  | 17  | Ki  | 18  | 21  | 20  | 16  | Ki  | 19  | 0    | 12.      |